# フィジー (ドミニオン)

フィジー
Fiji（英語）
Viti（フィジー語）
फ़िजी（ヒンディー語）

国歌: God Bless Fiji（英語）
フィジーに幸あれ

フィジー（英語: Fiji）は、現在のフィジーに存在した立憲君主制国家（英連邦王国）である。 
イギリスの君主であるエリザベス2世はフィジーの君主、フィジー女王として国家元首を、フィジー総督が代表を務めた。1970年10月10日にイギリスの支配下にあったフィジー植民地が独立し、2度のクーデターを経て、1987年10月6日にフィジー共和国として正式に独立国となった。